# Salvatore Cabella
Salvatore Cabella (* 21. Oktober 1896 in San Pier d’Arena; † 11. Mai 1965 in Genua) war ein italienischer Wasserballspieler.

## Karriere
Cabella nahm an den Olympischen Spielen 1920 in Antwerpen teil. Hier erreichte er mit der italienischen Nationalmannschaft den elften Rang.